# Assemblée constituante (Sao Tomé-et-Principe)
Unique législature
Assemblée nationale
L'Assemblée constituante (en portugais : Assembleia constituinte) est l'organe constituant et législatif de la république démocratique de Sao Tomé-et-Principe de son indépendance en juillet 1975 au 5 novembre 1975. Elle a pour but d'écrire la Constitution du pays.
Ses dix-sept députés sont élus par les élections constituantes du 7 et 8 juillet 1975 pour un mandat de quatre-vint-dix jours. Ils sont tous membres du parti unique, le Mouvement pour la libération de Sao Tomé-et-Principe (MLSTP).
Nuno Xavier Daniel Dias est le président de l'Assemblée jusqu'à sa nomination au Gouvernement. Il est remplacé par Guilherme do Sacramento Neto.
Le 1er novembre 1975, le projet de Constitution est adopté à l'unanimité. L'Assemblée constituante est dissoute quatre jours plus tard. Le 12 décembre, l'Assemblée nationale voit le jour et la première législature est mise en place.

## Liste de députés
| Élu                                   | Parti | Parti |
| ------------------------------------- | ----- | ----- |
| Lúcio Afonso de Oliveira              |       | MLSTP |
| Maria Augusta da Silva                |       | MLSTP |
| Silvestre Balduíno de Barros Umbelina |       | MLSTP |
| Nuno Xavier Daniel Dias               |       | MLSTP |
| Tomé Dias da Costa                    |       | MLSTP |
| Domingos Dias Vaz                     |       | MLSTP |
| Manuel Francisco da Fonseca Veloso    |       | MLSTP |
| Germano Quaresma dos Santos Vaz       |       | MLSTP |
| Crispim de Jesus Bonfim               |       | MLSTP |
| Francisco Lima de Nazaré              |       | MLSTP |
| Filipe Lopes Bandeira                 |       | MLSTP |
| António Luciano Ramos                 |       | MLSTP |
| José Messias Rita                     |       | MLSTP |
| Celestino Pinto                       |       | MLSTP |
| Guilherme do Sacramento Neto          |       | MLSTP |
| Aparício dos Santos                   |       | MLSTP |
| Marcelo da Veiga                      |       | MLSTP |

## Composition du bureau
- Présidents : Nuno Xavier Daniel Dias puis Guilherme do Sacramento Neto